# Ceroprepes walterzeissi
Ceroprepes walterzeissi är en fjärilsart som beskrevs av Ulrich Roesler 1983. Ceroprepes walterzeissi ingår i släktet Ceroprepes och familjen mott. Inga underarter finns listade i Catalogue of Life.